# На основі взаємної поваги і довіри

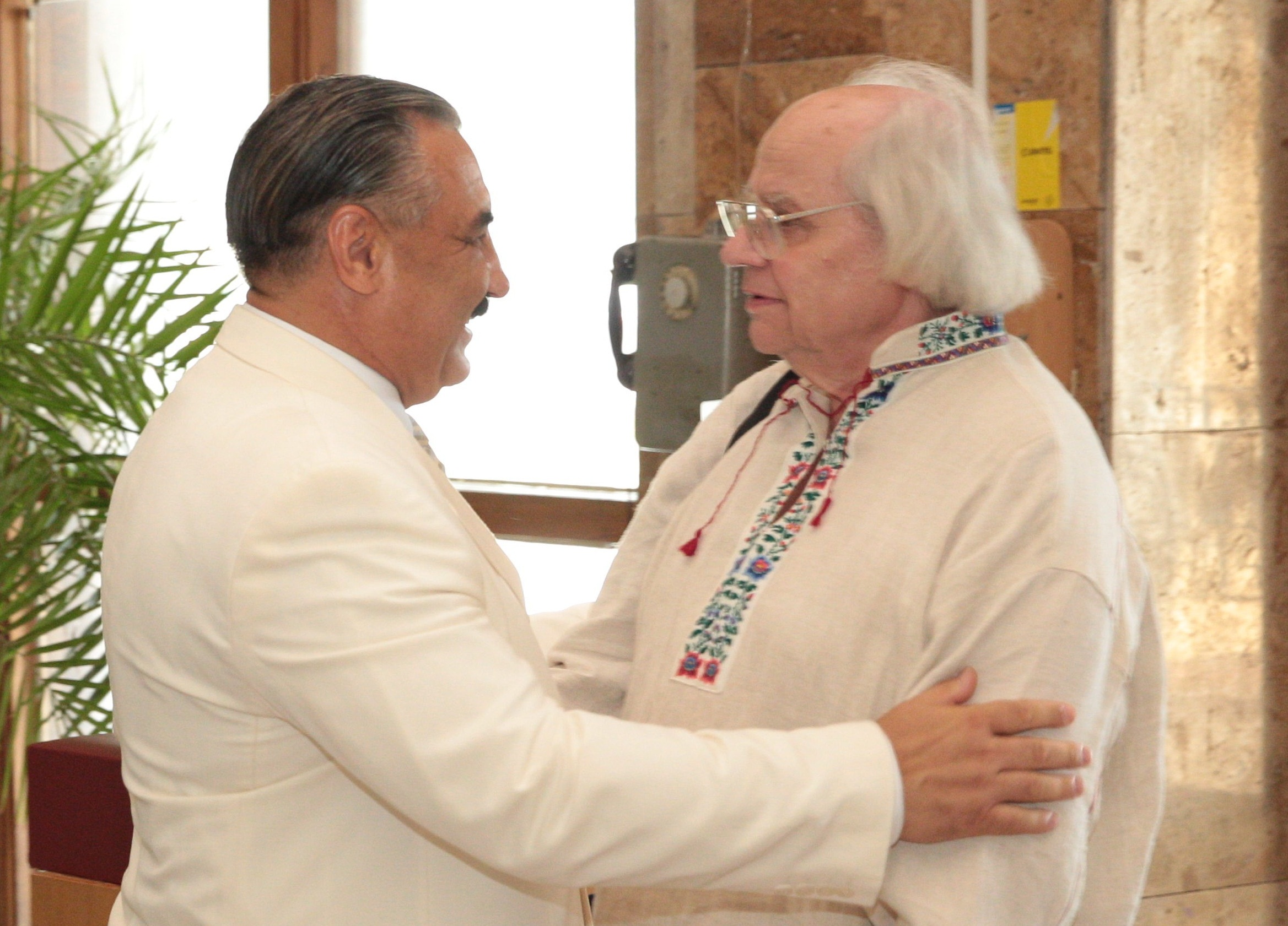
Поет і письменник, Герой України Іван Драч поздоровляє Миколу Степаненка з виходом книги

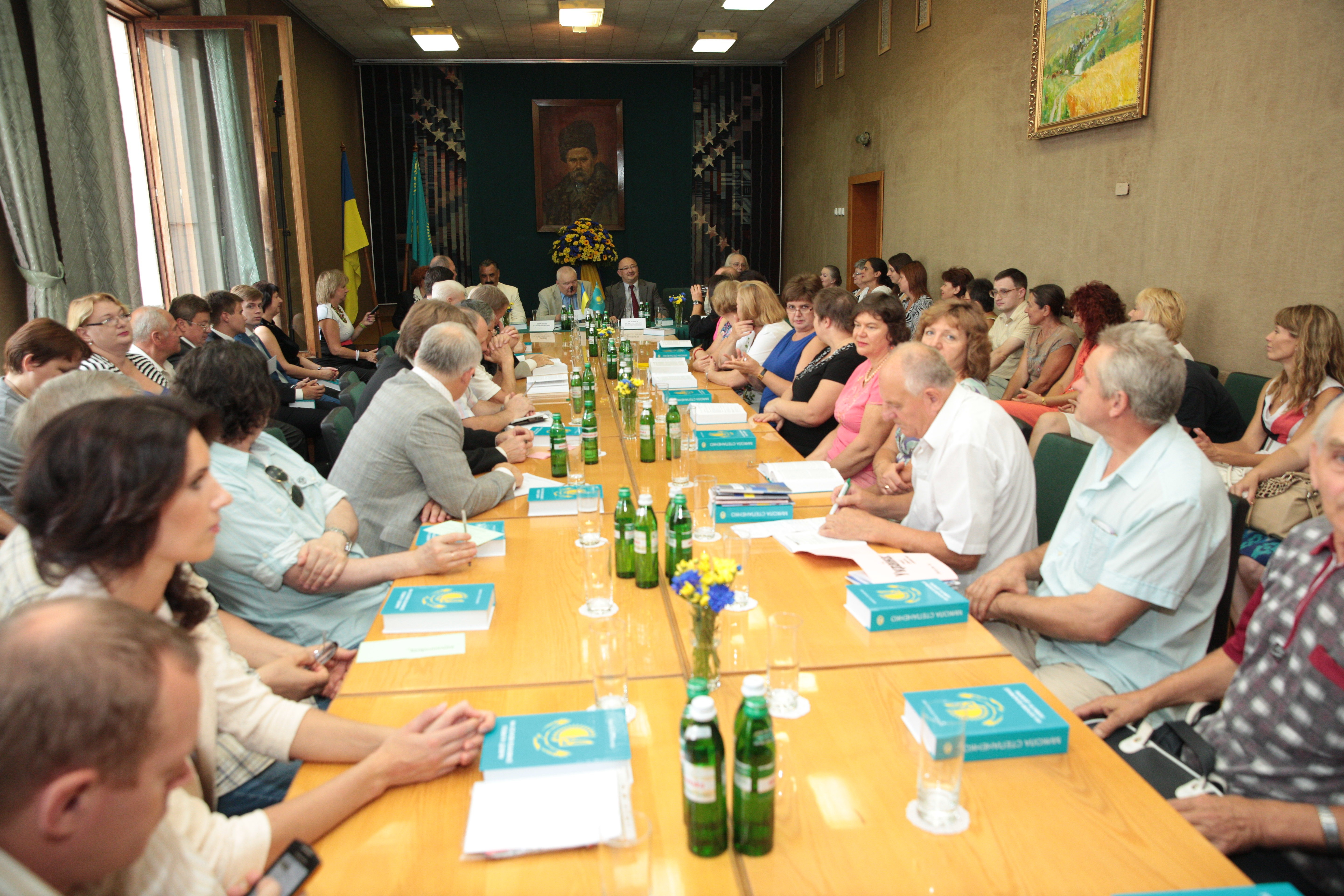
Презентація книги «На основі взаємної поваги і довіри»

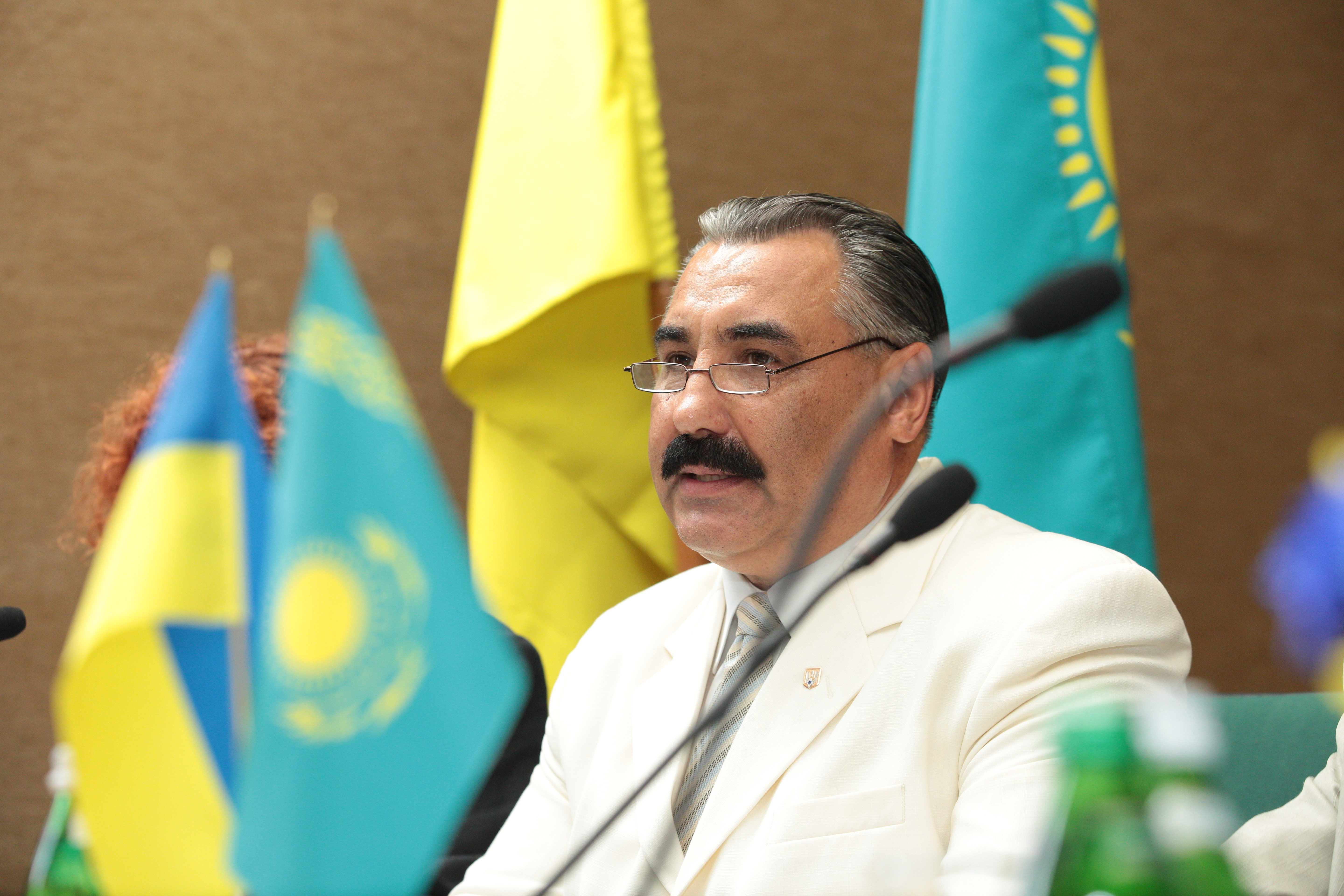
Микола Степаненко — автор книги «На основі взаємної поваги і довіри»

«На основі взаємної поваги і довіри» — історико-публіцистичний збірник, написаний українським письменником-публіцистом Миколою Степаненком.

## Історія написання
Над збірником автор — директор Міждержавного інституту українсько-казахстанських відносин ім. Нурсултана Назарбаєва пропрацював майже 10 років, більшість часу витрачено на збір матеріалів, дослідження спільної історії, аналіз політичних, економічних, культурних відносин між Україною та Республікою Казахстан.

## Короткий зміст
До історико-публіцистичного збірника увійшли три змістовно поєднані між собою роботи директора Міждержавного інституту українсько-казахстанських відносин ім. Нурсултана Назарбаєва Миколи Степаненка.
Центральноазійський барс. Книга присвячена історії розвитку казахської державності, культури та багатовіковим національним традиціям. Розкриваються сторінки з моменту набуття незалежності Казахстану, пройдений країною тернистий шлях від проведення перших економічних реформ і створення правової основи демократичного суспільства, до признаних світом успіхів у соціально-економічному розвитку, зміцненні державності та єдності нації в Республіці.
Україна і Казахстан в єдиному потоці історії. У цьому творі автор розповідає про спільну історію українського і казахстанського народів, звертається до фундаментальних уроків минулого, розмірковує про історичний шлях, пройдений нашими народами, зупиняється на проблемі збереження спільної духовної спадщини.
На основі взаємної поваги і довіри. Книга розповідає про найважливіші події в новітній історії взаємин Республіки Казахстан і України. Висвітлюються становлення та розвиток політичних, економічних, культурних відносин між двома вже незалежними країнами, який завжди відрізнявся взаємоповагою і доброзичливістю, прозорістю та всебічною взаємною підтримкою.

## Основні ідеї збірника
Початок XXI століття означений новим етапом в українсько-казахстанських відносинах, які стали прагматичнішими й базуються, як і колись, на принципах взаємоповаги та взаємовигідному вирішенні міждержавних проблем. Вивчення сучасного стану українсько-казахстанських відносин є досить актуальним для обох країн, вимагає теоретичного осмислення, науково обґрунтованих висновків і рекомендацій. Це дасть змогу більш чітко визначити перспективи міждержавних відносин, спираючись на багатий спільний історичний досвід.

## Автор
Микола Степаненко
Директор Міждержавного інституту українсько-казахстанських відносин ім. Н. А. Назарбаєва (з 2003).
Президент дитячої громадської організації «Дитячий Всесвіт» (з 2003).
Гетьман громадської організації «Козацький рух України» (з 2006).
Директор науково-просвітницького центру «Відродження» Товариства «Знання» України (з 2009).

## Презентація книги
Презентація історико-публіцистичного збірника «На основі взаємної поваги і довіри» відбулася 7 вересня 2015 року в Національній бібліотеці України імені В. І. Вернадського, після чого розпочався всеукраїнський тур представлення книги. Видання безоплатно роздавалось учасникам презентацій та передавалось у бібліотеки України і Казахстану.
У презентації взяли участь глави дипломатичних місій, акредитованих в Україні, депутати Верховної Ради, представники Міністерства закордонних справ України, академічного і експертного співтовариства України, відомі письменники та ЗМІ, співробітники  Міждержавного інституту українсько-казахстанських відносин ім. Нурсултана Назарбаєва.
Перед початком презентацій учасники та гості заходів ознайомлювалися з розгорнутими експозиціями — книжковою виставкою на честь святкування 550-річчя казахської державності, на якій були представлені унікальні видання, присвячені історії Казахстану, традиціям, культурі, природі, динамічному розвитку і процвітанню Незалежного Казахстану, та фотовиставкою «Казахстан сьогодні».
Книга викликала резонанс в українському і казахстанському суспільстві, широко висвітлювалася в засобах масової інформації. Збірник використовується студентами при написанні курсових і дипломних робіт, вченими при захисті кандидатських та докторських дисертацій.
Микола Степаненко відмовився від авторського права, що дозволяє перевидавати збірник, розміщувати у відкритому доступі на сайтах без погодження з автором.
Розміщення Президентом Казахстану Нурсултаном Назарбаєвим книги в особистій бібліотеці, є свідченням його поваги до автора і любові до України.

## Відгуки та обговорення книги
|                                                                              | Підкреслюю глибоку символічність того, що презентоване видання вийшло друком у рік, багатий для Казахстану на події: 550-річчя казахської державності, 20-річчя Конституції Республіки Казахстан. Збірник є результатом майже десятилітньої праці автора, широко відображає досягнення Казахстану в економічній, політичній, культурній діяльності та в питаннях співробітництва зі світом. Важливий пріоритет зовнішньої політики Казахстану — дружба і співробітництво з Україною. Цьому сприяє наше історичне минуле, спільна ментальність і щире прагнення надалі розвивати братські відносини. |
| — Аргин Оспанов, Радник-посланник Посольства Республіки Казахстан в Україні, | |

| | Історико-публіцистичний збірник є вагомим внеском у зміцнення українсько-казахстанської дружби. Збірник „На основі взаємної поваги і довіри“ має енциклопедичне значення в контексті представлення сучасного життя Казахстану, ознайомлює з досвідом формування державності, налагодження міжкультурного діалогу, вирішення економічних, культурних і соціальних проблем. |
| — Валерій Горовий, заступник генерального директора з наукової роботи НБУВ, доктор історичних наук, професор, | |

|                                                                                                  | Ця книга і справді має бути в усіх, хто займається багатовекторним розвитком відносин між нашими державами. Прочитання цієї книжки дає нам усвідомлення того, що ми, на жаль, не використовуємо й десятої частини тих можливостей українсько-казахстанських відносин, які апріорі можливі. |
| — Юрій Канигін, доктор економічних наук, професор, письменник, член Спілки письменників України, | |

|                                                                           | Книга «На основі взаємної поваги і довіри», це видання яке найбільш повно відображає різні аспекти діалогу між Казахстаном і Україною. З огляду на це, дуже важливо, аби експерти й дослідники українсько-казахстанських відносин активно використовували цей збірник у своїй роботі. Сподіваюсь, що історико-публіцистичний збірник дасть поштовх для подальших досліджень історії та культури обох держав, обміну інформацією, налагодженню більш тісних контактів. |
| — Іван Драч, державний і громадський діяч, поет і прозаїк, Герой України, | |

|                                                  | Співпраця Казахстану і України зміцнюється, вважає директор Міждержавного інституту українсько-казахстанських відносин Микола Степаненко. Він упевнений, що відносини між двома країнами будуть розвиватися і далі. Про це він написав у своїй книжці під назвою «На основі взаємної поваги і довіри». У виданні широко досліджено сучасний стан українсько-казахстанського співробітництва. Також автор розповідає про перспективи міждержавних відносин, спираючись на багатий загальний історичний досвід. |
| — Республіканська газета «Казахстанська правда», | |

|                        | Як сама назва, так і зміст цього видання досить точно відображають характер взаємовідносин народів наших країн. Вважаю, що книга буде цікава широкому читацькому загалу. |
| — Нурсултан Назарбаєв, | |

## Премії
Збірник Миколи Степаненка «На основі взаємної поваги і довіри» є лауреатом Міжнародної премії імені Володимира Винниченка за 2019 рік.

## Видання
Видавництво ТОВ "Виробничо-комерційна фірма «АРТ-ПРЕС» (м. Дніпро). 2015—752 c.